# Collegio di Hemel Hempstead
Hemel Hempstead è un collegio elettorale situato nell'Hertfordshire, nell'Est dell'Inghilterra, e rappresentato alla Camera dei comuni del Parlamento del Regno Unito. Elegge un membro del parlamento con il sistema first-past-the-post, ossia maggioritario a turno unico; l'attuale parlamentare è David Taylor del Partito Laburista, che rappresenta il collegio dal 2024.

## Estensione

Hemel Hempstead dal 2010 al 2024

- 1918-1950: il Municipal Borough di Hemel Hempstead, i distretti urbani di Berkhamsted, Harpenden e Tring, i distretti rurali di Berkhamsted e Hemel Hempstead, nel distretto rurale di St Albans le parrocchie di Harpenden Rural, Redbourn e Wheathampstead, e nel distretto rurale di Watford le parrocchie di Abbots Langley e Sarratt.
- 1950-1974: il Municipal Borough di Hemel Hempstead, i distretti urbani di Berkhamsted, Harpenden e Tring, i distretti rurali di Berkhamsted e Hemel Hempstead, e nel distretto rurale di St Albans le parrocchie di Harpenden Rural e Redbourn.
- 1974-1983: il Municipal Borough di Hemel Hempstead, i distretti urbani di Berkhamsted e Tring, e i distretti rurali di Berkhamsted e Hemel Hempstead.
- 1997-2010: i ward del distretto di Dacorum di Adeyfield East, Adeyfield West, Ashridge, Bennetts End, Boxmoor, Central, Chaulden, Crabtree, Cupid Green, Flamstead and Markyate, Gadebridge, Grove Hill, Highfield, Kings Langley, Leverstock Green, Nash Mills, South e Warners End.
- 2010-2024: i ward del distretto di Dacorum di Adeyfield East, Adeyfield West, Apsley, Ashridge, Bennetts End, Boxmoor, Chaulden and Shrubhill, Corner Hall, Gadebridge, Grove Hill, Hemel Hempstead Central, Highfield and St Paul's, Kings Langley, Leverstock Green, Nash Mills, Warners End, Watling e Woodhall.
- dal 2024: i ward del distretto di Dacorum di Adeyfield East; Adeyfield West; Apsley and Corner Hall; Bennetts End; Bovingdon, Flaunden and Chipperfield; Boxmoor; Chaulden and Warners End; Gadebridge; Grovehill; Hemel Hempstead Town; Highfield; Leverstock Green; Nash Mills; Woodhall Farm.[1]

## Membri del parlamento
| Elezione | Elezione          | Deputato               | Partito               |
| -------- | ----------------- | ---------------------- | --------------------- |
|          | 1918              | Gustavus Arthur Talbot | Conservatore          |
| 1920 (S) | J. C. C. Davidson |                        | Conservatore          |
|          | 1923              | John Freeman Dunn      | Liberale              |
|          | 1924              | J. C. C. Davidson      | Conservatore          |
| 1937 (S) | Frances Davidson  |                        | Conservatore          |
| 1959     | James Allason     |                        | Conservatore          |
|          | Ott 1974          | Robin Corbett          | Laburista             |
|          | 1979              | Nicholas Lyell         | Conservatore          |
|          | 1983              | Collegio abolito       | Collegio abolito      |
|          | 1997              | Collegio ri-istituito  | Collegio ri-istituito |
|          | 1997              | Tony McWalter          | Laburista Co-Op       |
|          | 2005              | Mike Penning           | Conservatore          |
|          | 2024              | David Taylor           | Laburista             |

## Elezioni

### Elezioni negli anni 2020
| Partito                    | Partito                                           | Candidato                  | Risultati 4 luglio 2024 | Risultati 4 luglio 2024 |
| Partito                    | Partito                                           | Candidato                  | Voti                    | %                       |
| -------------------------- | ------------------------------------------------- | -------------------------- | ----------------------- | ----------------------- |
|                            | Laburista                                         | David Taylor               | 16 844                  | 38,19                   |
|                            | Conservatore                                      | Andrew Williams            | 11 987                  | 27,18                   |
|                            | Reform UK                                         | Noel Willcox               | 7 689                   | 17,43                   |
|                            | Lib Dem                                           | Sammy Barry-Mears          | 5 096                   | 11,55                   |
|                            | Verdi                                             | Sherief Hassan             | 2 492                   | 5,65                    |
|                            |                                                   |                            |                         |                         |
| Iscritti                   | Iscritti                                          | Iscritti                   | 71 038                  | 100,00                  |
| ↳ Votanti (% su iscritti)  | ↳ Votanti (% su iscritti)                         | ↳ Votanti (% su iscritti)  | 44 108                  | 62,09                   |
| ↳ Astenuti (% su iscritti) | ↳ Astenuti (% su iscritti)                        | ↳ Astenuti (% su iscritti) | 26 930                  | 37,91                   |
|                            |                                                   |                            |                         |                         |
|                            | Esito: collegio passa da Conservatore a Laburista |                            |                         |                         |

### Elezioni negli anni 2010
| Partito                    | Partito                                   | Candidato                  | Risultati 12 dicembre 2019 | Risultati 12 dicembre 2019 |
| Partito                    | Partito                                   | Candidato                  | Voti                       | %                          |
| -------------------------- | ----------------------------------------- | -------------------------- | -------------------------- | -------------------------- |
|                            | Conservatore                              | Mike Penning               | 28 968                     | 56,50                      |
|                            | Laburista                                 | Nabila Ahmed               | 14 405                     | 28,10                      |
|                            | Lib Dem                                   | Sammy Barry                | 6 317                      | 12,32                      |
|                            | Verdi                                     | Sherief Hassan             | 1 581                      | 3,08                       |
|                            |                                           |                            |                            |                            |
| Iscritti                   | Iscritti                                  | Iscritti                   | 73 737                     | 100,00                     |
| ↳ Votanti (% su iscritti)  | ↳ Votanti (% su iscritti)                 | ↳ Votanti (% su iscritti)  | 51 271                     | 69,53                      |
| ↳ Astenuti (% su iscritti) | ↳ Astenuti (% su iscritti)                | ↳ Astenuti (% su iscritti) | 22 466                     | 30,47                      |
|                            |                                           |                            |                            |                            |
|                            | Esito: collegio confermato a Conservatore |                            |                            |                            |

| Partito                    | Partito                                   | Candidato                  | Risultati 8 giugno 2017 | Risultati 8 giugno 2017 |
| Partito                    | Partito                                   | Candidato                  | Voti                    | %                       |
| -------------------------- | ----------------------------------------- | -------------------------- | ----------------------- | ----------------------- |
|                            | Conservatore                              | Mike Penning               | 28 735                  | 54,96                   |
|                            | Laburista                                 | Mandi Tattershall          | 19 290                  | 36,90                   |
|                            | Lib Dem                                   | Sally Symington            | 3 233                   | 6,18                    |
|                            | Verdi                                     | Sherief Hassan             | 1 024                   | 1,96                    |
|                            |                                           |                            |                         |                         |
| Iscritti                   | Iscritti                                  | Iscritti                   | 75 010                  | 100,00                  |
| ↳ Votanti (% su iscritti)  | ↳ Votanti (% su iscritti)                 | ↳ Votanti (% su iscritti)  | 52 282                  | 69,70                   |
| ↳ Astenuti (% su iscritti) | ↳ Astenuti (% su iscritti)                | ↳ Astenuti (% su iscritti) | 22 728                  | 30,30                   |
|                            |                                           |                            |                         |                         |
|                            | Esito: collegio confermato a Conservatore |                            |                         |                         |

| Partito                    | Partito                                   | Candidato                  | Risultati 7 maggio 2015 | Risultati 7 maggio 2015 |
| Partito                    | Partito                                   | Candidato                  | Voti                    | %                       |
| -------------------------- | ----------------------------------------- | -------------------------- | ----------------------- | ----------------------- |
|                            | Conservatore                              | Mike Penning               | 26 245                  | 52,88                   |
|                            | Laburista                                 | Tony Breslin               | 11 825                  | 23,82                   |
|                            | UKIP                                      | Howard Koch                | 7 249                   | 14,61                   |
|                            | Lib Dem                                   | Rabi Martins               | 2 402                   | 4,84                    |
|                            | Verdi                                     | Alan Borgars               | 1 660                   | 3,34                    |
|                            | Indipendente                              | Brian Hall                 | 252                     | 0,51                    |
|                            |                                           |                            |                         |                         |
| Iscritti                   | Iscritti                                  | Iscritti                   | 74 636                  | 100,00                  |
| ↳ Votanti (% su iscritti)  | ↳ Votanti (% su iscritti)                 | ↳ Votanti (% su iscritti)  | 49 633                  | 66,50                   |
| ↳ Astenuti (% su iscritti) | ↳ Astenuti (% su iscritti)                | ↳ Astenuti (% su iscritti) | 25 003                  | 33,50                   |
|                            |                                           |                            |                         |                         |
|                            | Esito: collegio confermato a Conservatore |                            |                         |                         |

| Partito                    | Partito                                   | Candidato                  | Risultati 6 maggio 2010 | Risultati 6 maggio 2010 |
| Partito                    | Partito                                   | Candidato                  | Voti                    | %                       |
| -------------------------- | ----------------------------------------- | -------------------------- | ----------------------- | ----------------------- |
|                            | Conservatore                              | Mike Penning               | 24 721                  | 49,97                   |
|                            | Lib Dem                                   | Richard Grayson            | 11 315                  | 22,87                   |
|                            | Laburista                                 | Ayfer Orhan                | 10 295                  | 20,81                   |
|                            | BNP                                       | Janet Price                | 1 615                   | 3,26                    |
|                            | UKIP                                      | David Alexander            | 1 254                   | 2,53                    |
|                            | Indipendente                              | Mick Young                 | 271                     | 0,55                    |
|                            |                                           |                            |                         |                         |
| Iscritti                   | Iscritti                                  | Iscritti                   | 72 751                  | 100,00                  |
| ↳ Votanti (% su iscritti)  | ↳ Votanti (% su iscritti)                 | ↳ Votanti (% su iscritti)  | 49 471                  | 68,00                   |
| ↳ Astenuti (% su iscritti) | ↳ Astenuti (% su iscritti)                | ↳ Astenuti (% su iscritti) | 23 280                  | 32,00                   |
|                            |                                           |                            |                         |                         |
|                            | Esito: collegio confermato a Conservatore |                            |                         |                         |

### Elezioni negli anni 2000
| Partito                    | Partito                                                 | Candidato                  | Risultati 5 maggio 2005 | Risultati 5 maggio 2005 |
| Partito                    | Partito                                                 | Candidato                  | Voti                    | %                       |
| -------------------------- | ------------------------------------------------------- | -------------------------- | ----------------------- | ----------------------- |
|                            | Conservatore                                            | Mike Penning               | 19 000                  | 40,33                   |
|                            | Laburista Co-Op                                         | Tony McWalter              | 18 501                  | 39,27                   |
|                            | Lib Dem                                                 | Richard Grayson            | 8 089                   | 17,17                   |
|                            | UKIP                                                    | Barry Newton               | 1 518                   | 3,22                    |
|                            |                                                         |                            |                         |                         |
| Iscritti                   | Iscritti                                                | Iscritti                   | 73 149                  | 100,00                  |
| ↳ Votanti (% su iscritti)  | ↳ Votanti (% su iscritti)                               | ↳ Votanti (% su iscritti)  | 47 108                  | 64,40                   |
| ↳ Astenuti (% su iscritti) | ↳ Astenuti (% su iscritti)                              | ↳ Astenuti (% su iscritti) | 26 041                  | 35,60                   |
|                            |                                                         |                            |                         |                         |
|                            | Esito: collegio passa da Laburista Co-Op a Conservatore |                            |                         |                         |

| Partito                    | Partito                                      | Candidato                  | Risultati 7 giugno 2001 | Risultati 7 giugno 2001 |
| Partito                    | Partito                                      | Candidato                  | Voti                    | %                       |
| -------------------------- | -------------------------------------------- | -------------------------- | ----------------------- | ----------------------- |
|                            | Laburista Co-Op                              | Tony McWalter              | 21 389                  | 46,62                   |
|                            | Conservatore                                 | Paul Ivey                  | 17 647                  | 38,46                   |
|                            | Lib Dem                                      | Neil Stuart                | 5 877                   | 12,81                   |
|                            | UKIP                                         | Barry Newton               | 970                     | 2,11                    |
|                            |                                              |                            |                         |                         |
| Iscritti                   | Iscritti                                     | Iscritti                   | 73 648                  | 100,00                  |
| ↳ Votanti (% su iscritti)  | ↳ Votanti (% su iscritti)                    | ↳ Votanti (% su iscritti)  | 45 883                  | 62,30                   |
| ↳ Astenuti (% su iscritti) | ↳ Astenuti (% su iscritti)                   | ↳ Astenuti (% su iscritti) | 27 765                  | 37,70                   |
|                            |                                              |                            |                         |                         |
|                            | Esito: collegio confermato a Laburista Co-Op |                            |                         |                         |

## Risultati dei referendum

### Referendum sulla permanenza del Regno Unito nell'Unione europea del 2016
|             | Collegio        | Lasciare UE % | Rimanere in UE % |
| ----------- | --------------- | ------------- | ---------------- |
|             | Hemel Hempstead | 55,1%         | 44,9%            |
| Inghilterra | 53,3%           | 46,7%         |                  |
| Regno Unito | 51,9%           | 48,1%         |                  |